# امیلیا بورنز
امیلیا بورنز (به انگلیسی: Emelia Burns) (زاده ۱۸ فوریهٔ ۱۹۸۲) بازیگر استرالیایی است.
از فیلم‌های معروف او می‌توان به بازی در محکوم شده اشاره کرد.